# Seznam brazilskih boksarjev
Seznam brazilskih boksarjev.

## A
- José Aldo
- Rafael dos Anjos

## F
- Acelino Freitas (Popó)

## J
- Eder Jofre

## M
- Maguila

## T
- Todo Duro